# Jerzy Zawiślan
Jerzy Zawislan (ur. 18 października 1951 w Nowym Sączu, zm. 17 lutego 2005 w Toronto) – polski piłkarz grający na pozycji napastnika.
Karierę piłkarską rozpoczął w Sandecji Nowy Sącz, gdzie występował w latach 1964–1969. Następnie, w sezonie 1969/1970, reprezentował barwy Cracovii, rozgrywając 22 mecze. Po krótkim powrocie do Sandecji (1970–1972), przeniósł się do Jagiellonii Białystok, gdzie spędził kluczowe lata swojej kariery (1972–1976). W tym okresie trzykrotnie zdobywał tytuł króla strzelców III ligi, a w sezonie 1975/1976 został wicekrólem strzelców II ligi grupy północnej z 13 bramkami. W sezonie 1974/1975 pomimo walki z kontuzją był jednym z najważniejszych zawodników Jagiellonii, która wywalczyła wówczas pierwszy w swojej historii awans do II ligi. W decydującym o awansie meczu z Wisłą Tczew Zawiślan zdobył dwie bramki. 
W 1976 roku przeszedł do pierwszoligowej Arki Gdynia, z którą odniósł znaczące sukcesy. Był pierwszym zawodnikiem Arki, który zdobył hat-tricka w Ekstraklasie (mecz z Ruchem 4:0 w 1976 roku). W latach 1980–1982 kontynuował karierę w Stanach Zjednoczonych, grając dla Chicago Eagles oraz Eagles Yonkers New York. 
Po zakończeniu kariery piłkarskiej, Zawiślan osiedlił się w Toronto, gdzie zmarł 17 lutego 2005 roku. W 2020 roku został pośmiertnie włączony do Galerii Sław Jagiellonii Białystok, co stanowi wyraz uznania dla jego wkładu w rozwój klubu. 
Był w szerokiej reprezentacji Jacka Gmocha przed argentyńskim Mundialem. Podczas spotkania ze Stalą w Mielcu doznał jednak kontuzji, która przerwała jego karierę. W 1980 r. wyjechał do Stanów Zjednoczonych, gdzie grywał w kilku polonijnych klubach. W jednym z nich występował ze słynnym Portugalczykiem Eusébio.

## Osiągnięcia
- Puchar Polski z Arką Gdynia w roku 1979. [4]

## Statystyka
(aktualne na dzień 20 marca 2025)
| Klub                    | Sezon   | Liga           | Liga | Liga | Puchar kraju | Puchar kraju | Baraże | Baraże | Suma | Suma |
| Klub                    | Sezon   | Liga           | M.   | Br.  | M.           | Br.          | M.     | Br.    | M.   | Br.  |
| ----------------------- | ------- | -------------- | ---- | ---- | ------------ | ------------ | ------ | ------ | ---- | ---- |
| Sandecja Nowy Sącz      | 1967/68 | Klasa Okręgowa |      |      |              |              |        |        |      |      |
| Sandecja Nowy Sącz      | 1968/69 | Klasa Okręgowa |      |      |              |              |        |        |      |      |
| Sandecja Nowy Sącz      | 1969/70 | Klasa Okręgowa |      |      |              |              |        |        |      |      |
| Sandecja Nowy Sącz      | Ogólnie |                |      |      |              |              |        |        |      |      |
| Cracovia                | 1969/70 | I Liga         | 7    | 0    | –            | –            | –      | –      | 7    | 0    |
| Cracovia                | 1970/71 | I Liga         | 9    | 1    | 1            | 0            | –      | –      | 10   | 1    |
| Cracovia                | Ogólnie | Ogólnie        | 16   | 1    | 1            | 0            | –      | –      | 17   | 1    |
| Sandecja Nowy Sącz      | 1970/71 | Klasa Okręgowa |      |      |              |              |        |        |      |      |
| Sandecja Nowy Sącz      | 1971/72 | Klasa Okręgowa |      |      |              |              |        |        |      |      |
| Sandecja Nowy Sącz      | Ogólnie |                |      |      |              |              |        |        |      |      |
| Jagiellonia Białystok   | 1972/73 | Klasa Okręgowa |      | 23   |              |              |        |        |      | 23   |
| Jagiellonia Białystok   | 1973/74 | Klasa Okręgowa |      | 31   |              |              |        |        |      | 31   |
| Jagiellonia Białystok   | 1974/75 | Klasa Okręgowa |      | 9    |              | 3            | 6      | 5      |      | 17   |
| Jagiellonia Białystok   | 1975/76 | II Liga        | 30   | 13   | 4            | 1            | –      | –      | 34   | 14   |
| Jagiellonia Białystok   | Ogólnie | Ogólnie        |      | 11   | 4            | 0            | 0      | 0      |      |      |
| Arka Gdynia             | 1976/77 | I Liga         | 12   | 3    |              |              | –      | –      |      |      |
| Arka Gdynia             | 1977/78 | I Liga         | 3    | 0    |              |              | –      | –      |      |      |
| Arka Gdynia             | 1978/79 | I Liga         | 13   | 0    |              |              | –      | –      |      |      |
| Arka Gdynia             | 1979/80 | I Liga         | 1    | 0    |              |              | –      | –      |      |      |
| Arka Gdynia             | Ogólnie | Ogólnie        | 29   | 3    |              |              |        |        | 38   | 7    |
| Błyskawica Chicago      |         |                |      |      |              |              |        |        |      |      |
| Chicago Eagles          |         |                |      |      |              |              |        |        |      |      |
| Eagles Yonkers New York |         |                |      |      |              |              |        |        |      |      |
| RWB Adria               |         |                |      |      |              |              |        |        |      |      |
| Ogólnie w karierze      |         |                |      |      |              |              |        |        |      |      |